# Chariklia Pantazi

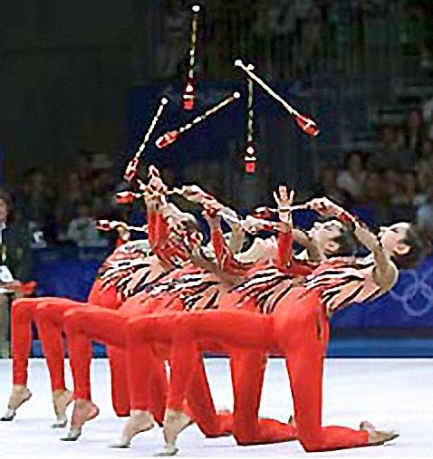
Die griechische Gruppe bei den Spielen 2000 in Sydney

Chariklia Pantazi, griechisch Χαρίκλεια Πανταζή, auch Klelia Pantazi, (* 18. März 1985 in Athen) ist eine ehemalige griechische Sportlerin der Rhythmischen Sportgymnastik.

## Palmarès
| Wettbewerb | Ort         | Formation | Mehrkampf | 5X     | 3X+2X  |
| ---------- | ----------- | --------- | --------- | ------ | ------ |
| OS 2000    | Sydney      | Gruppe    | Bronze    | Bronze | Bronze |
| EM 2001    | Genf        | Gruppe    | Silber    | Bronze | Silber |
| WM 2002    | New Orleans | Gruppe    | Bronze    | Bronze | Gold   |
| EM 2003    | Riesa       | Gruppe    | Rang 5    | Rang 4 | Silber |